# Eparchie kjótská a západojaponská
Eparchie Kjóto a Západní Japonsko je eparchie japonské pravoslavné církve.

## Území a titul biskupa
Zahrnuje správní hranice území města Kjóto a Ósaka, také prefektur Aiči, Kagošima, Kumamoto, Okajama, Tokušima, Hjógo a Hirošima.
Eparchiálnímu biskupovi náleží titul biskup kjótský a západojaponský.

## Historie
Roku 1906 byl zřízen Nikojalem (Kasatkinem) kjótský vikariát tokijské eparchie.
Během období, kdy se Japonská pravoslavná církev nacházela v jurisdikci severoamerické metropole, biskupové kjótští zůstali vikáři tokijské eparchie.
Od udělení autonomie japonské církvi dne 10. dubna 1970 byla zřízena samostatná eparchie.

## Seznam biskupů

### Kjótský vikariát tokijské eparchie
- 1906–1907 Andronik (Nikolskij) svatořečený mučedník
- 1908–1912 Sergij (Tichomirov)
- 1959–1960 Nikon (de Greve)
- 1962–1964 Vladimir (Nagosskij)
- 1969–1970 Theodosius (Nagašima)

### Eparchie kjótská
- 1970–1999 Theodosius (Nagašima)
- 1999–2000 Daniel (Nuširo)
  - 2000–2023 Daniel (Nuširo) dočasný správce